# Ясуока, Сётаро
Сётаро Ясуока (яп. 安岡 章太郎 Ясуока Сё:таро:, 30 мая 1920 года — 26 января 2013 года) — японский писатель, представитель литературной группы «третьих новых». Основные темы творчества писателя глубоко автобиографичны — это война и её последствия, взросление молодёжи, испытания болезнью, маргинальность, судьба маленького человека, неудачника. Стиль повествования характеризуется сдержанностью и аскетизмом. Как и другие «третьи новые», тяготел к малой форме и камерности произведений. Удостоен литературных премий Акутагавы, Кавабаты, Номы и др. На русский язык переведены повесть «Морской пейзаж» и ряд рассказов разных лет.

## Биография

### Детство и юность
Родился в городе Коти (преф. Коти) в семье военного ветеринара. Из-за того, что отца постоянно переводили из одной части в другую, семья часто переезжала, побывав в городах префектур Тиба и Аомори и даже в Сеуле, где Ясуока в 1927 году поступил в начальную школу. С каждым переездом ему приходилось менять и школу, что не могло не сказаться на его успеваемости и сложности отношений со сверстниками, а также на отношении ребёнка к учёбе. Невзгоды, через которые в детстве в течение всех школьных лет пришлось пройти будущему писателю, наряду с темами болезни и школьной маргинальности, стали важнейшим мотивом его многих художественных и публицистических работ.
В конце концов семья осела на некоторое время в Токио, где также, впрочем, пришлось сменить не одну школу. В 1934 году, будучи уже учеником средней школы и живя без отца (отец был переведён в Центральный Китай и вернулся в Японию только на следующий после окончания войны год), из-за неудовлетворительной успеваемости был временно отправлен на исправление в дзэн-буддийский храм, настоятелем которого был его школьный учитель литературы. Там за ежедневным чтением сутр и выполнением буддийских ритуалов в почти монашеской дисциплине он отбыл почти весь назначенный ему трёхлетний срок, пока в итоге не заболел плевритом, после чего в январе 1936 года был возвращён домой. К этому периоду относится пробуждение интереса к чтению: став завсегдатаем находившегося поблизости с домом кинотеатра, Ясуока начал с энтузиазмом читать посвящённые кинематографу журналы. Закончив, наконец, в 1936 году школу, сдать экзамены для поступления в университет (уже снова на Сикоку, в Мацуяме) не смог, как и в последующие два года. Три этих года Ясуока провёл в Токио, будучи предоставленным самому себе.
В эти годы Ясуока тесно сдружился с Комао Фуруямой, будущим литератором. В компании с Фуруямой и другими друзьями Ясуока проводил дни в Гиндзе и Асакусе. Заинтересовавшись произведениями Нагаи Кафу и Танидзаки, он стал подражать их богемному образу жизни. Впоследствии события этого времени были положены в основу известных произведений Ясуоки «Дурная компания» (悪い仲間, 1953) и «Распускаются листья» (青葉しげれる, 1959). После очередного провала на вступительных экзаменах в университет, в апреле 1941 года Ясуока устроился на подготовительные курсы при филологическом факультете Университета Кэйо, которые начал регулярно посещать только со второго семестра. Вместе с сокурсниками создал и стал редактировать выпускаемый собственными усилиями литературный журнал, где в том же году было опубликовано его первое произведение, подражавшее историческим повестям.

### Университет, военная служба, послевоенные годы
Поступив, хоть и не с первого раза, в университет Кэйо, Ясуока в 1944 году вынужденно прервал обучение, когда провалился на одном из первых экзаменов. Он был призван в армию и отправлен служить в Маньчжурию. Через год, больной туберкулёзом лёгких он был госпитализирован. На следующий день после госпитализации часть, в которой он служил, была отправлена на Филиппины и там полностью уничтожена (см. Сражение в заливе Лейте). В марте в 1945 года Ясуока был выслан обратно в Японию, а в июле в военном госпитале в Канадзаве был окончательно признан негодным к военной службе. Вернуться, однако, домой он всё равно не смог: дом в Токио был сожжён во время одного из воздушных налётов, а связаться с родными не удалось. Ясуока осел в Фудзисаве (преф. Канагава), где больной уже туберкулёзом позвоночника был вынужден, чтобы не умереть с голоду, работать на оккупационную армию. К 1946 году из-за постоянного голода и ухудшения условий жизни болезнь усугубилась. Демобилизация отца, вернувшегося летом в Японию, ситуации не улучшила: теперь бывший военный, после японской капитуляции он оказался без средств к существованию, и материальное положение семьи по-прежнему оставалось катастрофическим. В ноябре 1947 года, когда Ясуоке удалось устроиться присматривающим за домом семьи американских оккупантов, ситуация несколько изменилась к лучшему.
Продолжив после возвращения в Токио учёбу в университете Кэйо, Ясуока окончил там в 1948 году отделение английской литературы филологического факультета. На момент получения диплома по-прежнему находился в тяжелейшем физическом и душевном состоянии. Несмотря на это, всё же пытался продолжать активную жизнь: облачённый в корсет он проводил дни напролёт с другими начинающими писателями, в числе которых были Дзюнноскэ Ёсиюки и Хироюки Агава, которым вскоре было суждено стать одними из ключевых авторов поколения «третьих новых». В том же году Ясуока направил в журнал «Мита бунгаку» 200-страничную рукопись своей повести (意匠と冒険), однако получил отказ на публикацию.

### До и после премии Акутагавы
В 1949 году, когда состояние здоровья стало близким к критическому, Ясуока оставил свою работу, передав её отцу, и вернулся домой в Фудзисаву. Состояние было настолько тяжёлым, что он, скованный корсетом, не мог двигаться даже во время сна. Улучшение наступило только в конце года. Пользуясь этим, Ясуока, по-прежнему прикованный к постели, вновь начал писать. В числе написанного в тот период рассказы «Мрачное развлечение» (陰気な愉しみ, 1950) и «Цикада» (ひぐらし,　1950). Постепенно завязалось знакомство с редакцией «Мита бунгаку», начавшей проявлять интерес к рассказам писателя. Первая публикация, однако, была отсрочена неразберихой, связанной со слухами об уже не первом в истории журнала закрытии. Ясуока сосредоточился на поиске работы, в итоге устроившись переводчиком в текстильную компанию.
В 1951 году опубликованный в «Мита бунгаку» дебютный рассказ Ясуоки «Хрустальный башмачок» (ガラスの靴, изданный под новым названием рассказ «Цикада») был номинирован на премию Акутагавы и привлёк к нему внимание критиков. Именно с этой работы стало общепринятым отсчитывать начало творческого пути писателя. После этого Ясуока начал регулярно печататься: в 1952 году новые рассказы вышли в «Мита бунгаку» и «Литературном мире». Год стал во многом поворотным для него: это долгожданные публикации, знакомство с близкими ему по духу писателями, среди которых были Сюмон Миура, Дзюндзо Сёно, Тосио Симао, Дзюнноскэ Ёсиюки; начало самостоятельной жизни после того, как родители вернулись в Коти.
В 1953 году за опубликованные в том же году в журналах «Гундзо» и «Синтё» рассказы «Дурная компания» (пер. на русский язык) и «Мрачное развлечение» Ясуоке была вручена премия Акутагавы. Незадолго до этого он уволился из текстильной компании, где около двух лет проработал переводчиком, решив посвятить себя литературному творчеству, постепенно начавшему получать признание. В конце года издательством «Бунгэй сюндзю» была выпущена первая книга Ясуоки, в которую вошла «Дурная компания» и другие рассказы.
Признание совпало с улучшением состояния здоровья: в 1954 году был окончательно вылечен туберкулёз позвоночника и Ясуока смог наконец перестать носить корсет. В том же году писатель женился. Выздоровление и создание домашнего очага способствовало приливу творческих сил и ознаменовало начало исключительно плодотворного периода его жизни. Относительно безоблачный период был нарушен смертью матери в 1957 году. В попытке переосмыслить свои с ней взаимоотношения Ясуока в 1959 году написал автобиографическую повесть «Морской пейзаж» (海辺の光景), получившую широкое признание и удостоенную премии Номы.
В 1960—1970-е годы Ясуока неоднократно посещал зарубежные страны, в том числе США, где он пробыл около года по программе Фонда Рокфеллера, СССР, страны Африки. Путешествия стимулировали обращение к жанру путевых записок и дзуйхицу. Последние органично вошли в творчество склонного к автобиографичности Ясуоки, сделав подчёркнуто условной грань между эссеистикой и художественными произведениями. В той же декаде Ясуока попробовал себя и в других новых для себя ипостасях: как сценарист либо участник съёмочной группы в документальных фильмах режиссёров Кон Итикава («Токийская Олимпиада», 東京オリンピック, 1965) и Хироси Тэсигахара («Рёв моторов», 爆走, 1966); как драматург: пьесу «Послеполуденный Бриствилль» (ブリストヴィルの午後, 1969) совместно с самим автором поставил Хироси Акутагава в своём театре «Гэкиданкумо»; как литературный критик (в частности, Ясуока написал целый ряд публикаций о писателе Наоя Сига); как критик общественный (см. беседы с Макото Ода, 1969). Как и некоторые другие представители «третьих новых», Ясуока сочувственно относился к христианству и в 1988 году во многом под влиянием Сюсаку Эндо крестился в католичестве.
За свои работы был удостоен литературных премий Номы (1960, 1988), Майнити (1967), «Ёмиури» (1974, 1994) императорской награды за вклад в искусство (1975), премии Кавабаты (1991) и премии Дзиро Осараги (2000 год). В 2001 году Ясуока был награждён Орденом культуры за выдающийся вклад в развитие японского искусства.

## Издания на русском языке
- Ясуока Сётаро. Хрустальный башмачок: Повесть и рассказы. Сборник / Пер. с япон.; Составление и предисловие В. Гривнина. — М.: Радуга, 1984. — 192 с. В книгу вошли повесть «Морской пейзаж» (海辺の光景) и рассказы «Безрукавка и пёс», «Дождь»　(雨), «Дурная компания» (悪い仲間), «Жена ростовщика»　(質屋の女房), «Зов прерий», «Ночной прибой», «Одинокий остров», «Хрустальный башмачок» (ガラスの靴) и «Цирковая лошадь»　(サアカスの馬).
- Ясуока Сётаро. Хрустальный башмачок (пер. В. Гривнина) // Современная японская новелла. — М.: Радуга, 1985. — С. 63—76.